# كوانتم بريك
كوانتم بريك (بالإنجليزية: Quantum Break)‏ هي لعبة فيديو من تطوير ريميدي إنترتيمنت ومن نشر مايكروسوفت جيم ستوديوز. تم اصدارها في 2016 حصرياً على الإكس بوكس ون. اللعبة تتضمن مشاهد أكشن حقيقية مع طريقة لعب جديدة بأسلوب متميز. كشف النقاب عنها مع عرض مبدئي خلال حدث الكشف عن الإكس بوكس ون في 16 سبتمبر، 2015. مسلسل كوانتم بريك يتم إنتاجه أيضاً، حيث صرحت ريميدي «كيف تلعب اللعبة سيكون له تأثير على المسلسل، والمسلسل يخبرك كيف تلعب اللعبة.» 

## طاقم الممثلين
يؤدي أصوات الشخصيات مجموعة من الممثلين المعروفين وتم الكشف عن الأسماء في معرض جيمز كوم 2015  مثل:
- شون أشمور بدور جاك جويس (البطل)
- دومينيك موناغان بدور ويليام جويس
- آيدان جيلن بدور بول سيرن
- مارشال ألمان بدور تشارلي وينكوت

## قصة اللعبة[5]
تدور أحداث اللعبة حول تجربة أقامتها جامعة ريفربورت التي كان الهدف منها السفر عبر الزمن ولكنها باءت بالفشل وبسبب فشلها منحت 3 أشخاص قوة خارقة وهي التحكم بالوقت وهم: جاك جويس، بول سيرن، وبيث وايلدر. ولكن بول سيرن أعز صديق لجاك جويس إختفى وعاد بسرعة ولكنه عاد بعمر أكبر من عمره الأصلي بـ17 عام وبتفكير مغاير لتفكيره الأصلي حيث أنه أصبح شرير وأسس منظمة إسمها «مونارك».

## إعلان إطلاقها على أنظمة ويندوز 10[6]
بعد انتشار العديد من الشائعات والتقارير في الآونة الآخيرة، والتي أكدت إطلاق كوانتم بريك على أجهزة الحاسب الشخصي وتحديدًا أنظمة مايكروسوفت ويندوز، أعلنت “ريميدي” رُفقة “مايكروسوفت” إطلاق اللعبة في الخامس من إبريل المُقبل، على إكسبوكس ون، والحاسب الشخصي.
وعلى الرغم من ذلك، إلّا أن بيان الشركة الفنلندية لم يشمل أيّة تفاصيل بخصوص هذه النُسخة، وليس من الواضح ما إن تم تطويرها أو إنفاذها داخل أروقة «ريميدي» أو مطور آخر، حتى الآن.
وبهذا الإعلان، تنضم كوانتم بريك لخطة مايكروسوفت لإطلاق حصريات أجهزتها المنزلية على أجهزة الحاسوب، كما هو الحال مع ألعاب مثل ReCore و Sea of Thieves و Fable Legends.

## وصلة خارجية
- الموقع الرسمي
- كوانتم بريك على موقع IMDb (الإنجليزية)
- كوانتم بريك على موقع قاعدة بيانات الفيلم (الإنجليزية)
- معلومات عن اللعبة في موقع ريمدي غيمز